# ريتشارد ليتون
ريتشارد ليتون (بالإسبانية: Richard Leyton)‏ هو لاعب كرة قدم تشيلي في مركز حراسة المرمى، ولد في 25 يناير 1987 في لا بينتانا في تشيلي. شارك مع منتخب تشيلي لكرة القدم. أما مع النوادي، فقد لعب مع كولو-كولو.

## وصلات خارجية
- ريتشارد ليتون على موقع قاعدة بيانات كرة القدم.إي يو (الإنجليزية)
- ريتشارد ليتون على موقع Soccerway.com (الإنجليزية)
- ريتشارد ليتون على موقع عالم كرة القدم.نت (الإنجليزية)